# Théâtre des Amandiers

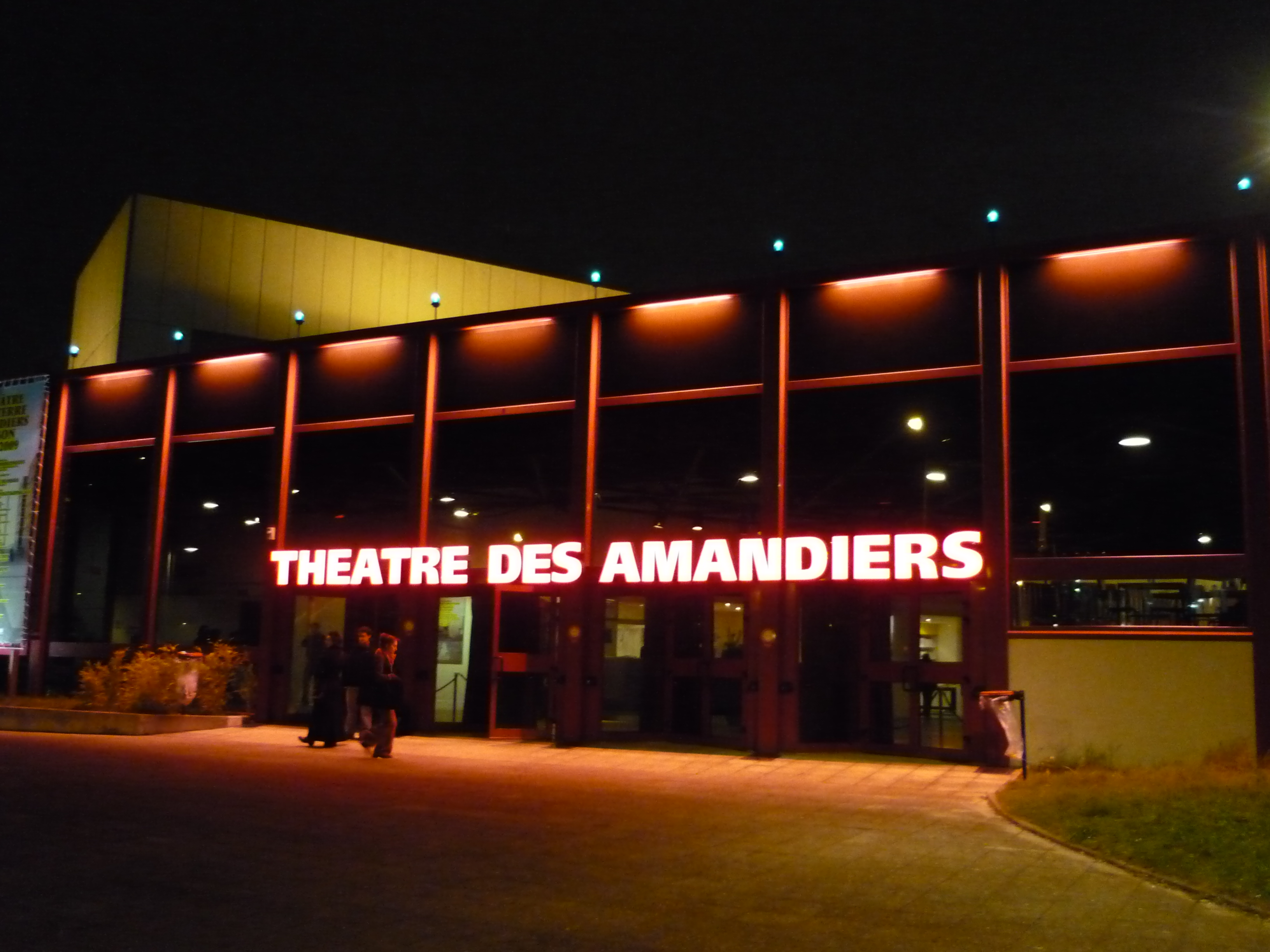
Das Théâtre des Amandiers

Das Théâtre des Amandiers ist ein Theater in Nanterre und eine der bekanntesten Bühnen im Pariser Großraum.

## Geschichte
Das Theater entstand aus dem Festival de Nanterre, das 1965 erstmals in einem Zirkuszelt veranstaltet wurde. 1966 in die Universität Paris-Nanterre verlegt, erhielt es 1971 als Centre Dramatique National de Nanterre staatliche Anerkennung und Förderung aus staatlichen Haushaltsmitteln.
Im Jahr 1976 wurde ein Kulturhaus (Maison de la Culture) als neuer Sitz des Theaters eingeweiht. 1982 erfolgte die Umbenennung in Théâtre des Amandiers. Die Leitung übernahmen Patrice Chéreau und Catherine Tasca. Aufsehen erregten unter anderem die Inszenierung des Schnitzler-Stückes Das weite Land durch Luc Bondy und eine Bühnenversion des Céline-Romans Reise ans Ende der Nacht unter der Regoe von André Engel.
Das Théâtre des Amandiers beherbergt ein Filmatelier und eine Schauspielschule in Verbindung mit dem Studium der Theaterwissenschaft an der Universität Nanterre. Von 1990 bis 2001 leitete Jean-Pierre Vincent das Theater. Von 1991 bis 2001 war auch Georges Aperghis mit seiner Gruppe L’ATEM als Vertreter des Musiktheaters am Théâtre des Amandiers beschäftigt. 2002 übernahm Jean-Louis Martinelli die Theaterleitung. Von 2014 bis 2020 leitete es Philippe Quesne. Im Jahr 2021 übernahm Christophe Rauck (* 1963), der zuvor das Théâtre Gérard Philipe geleitet hatte, die Direktion.
Im Jahr 2022 verarbeitete die frühere Schauspielschülerin Valeria Bruni Tedeschi ihre Zeit am Théâtre des Amandiers in ihrem Spielfilm Forever Young. Zahlreiche bedeutende französische Bühnenschauspieler waren am Théâtre des Amandiers aktiv, darunter Michel Piccoli, Pascal Greggory, Dominique Blanc, Jean-Hugues Anglade.